# مارتا كيليمن
مارتا كيليمن (بالمجرية: Kelemen Márta)‏ هي لاعبة جمباز فني مجرية، ولدت في 17 سبتمبر 1954 في بودابست في المجر.

## وصلات خارجية
- مارتا كيليمن على موقع أوليمبيديا (الإنجليزية)